# 100 Galicia cen. Obxectos para contar unha cultura
 (août 2022).
 (avril 2023).
La mise en forme du texte ne suit pas les recommandations de Wikipédia : il faut le « wikifier ».
Les points d'amélioration suivants sont les cas les plus fréquents. Le détail des points à revoir est peut-être précisé sur la page de discussion.
- Les titres sont pré-formatés par le logiciel. Ils ne sont ni en capitales, ni en gras.
- Le texte ne doit pas être écrit en capitales (les noms de famille non plus), ni en gras, ni en italique, ni en « petit »…
- Le gras n'est utilisé que pour surligner le titre de l'article dans l'introduction, une seule fois.
- L'italique est rarement utilisé : mots en langue étrangère, titres d'œuvres, noms de bateaux, etc.
- Les citations ne sont pas en italique mais en corps de texte normal. Elles sont entourées par des guillemets français : « et ».
- Les listes à puces sont à éviter, des paragraphes rédigés étant largement préférés. Les tableaux sont à réserver à la présentation de données structurées (résultats, etc.).
- Les appels de note de bas de page (petits chiffres en exposant, introduits par l'outil «  Source ») sont à placer entre la fin de phrase et le point final[comme ça].
- Les liens internes (vers d'autres articles de Wikipédia) sont à choisir avec parcimonie. Créez des liens vers des articles approfondissant le sujet. Les termes génériques sans rapport avec le sujet sont à éviter, ainsi que les répétitions de liens vers un même terme.
- Les liens externes sont à placer uniquement dans une section « Liens externes », à la fin de l'article. Ces liens sont à choisir avec parcimonie suivant les règles définies. Si un lien sert de source à l'article, son insertion dans le texte est à faire par les notes de bas de page.
- La présentation des références doit suivre les conventions bibliographiques. Il est recommandé d'utiliser les modèles {{Ouvrage}}, {{Chapitre}}, {{Article}}, {{Lien web}} et/ou {{Bibliographie}}. Le mode d'édition visuel peut mettre en forme automatiquement les références.
- Insérer une infobox (cadre d'informations à droite) n'est pas obligatoire pour parachever la mise en page.

Pour une aide détaillée, merci de consulter Aide:Wikification.
Si vous pensez que ces points ont été résolus, vous pouvez retirer ce bandeau et améliorer la mise en forme d'un autre article.

100 Galicia cen. Obxectos para contar unha cultura fut une exposition temporaire itinérante du Conseil de la culture galicienne.

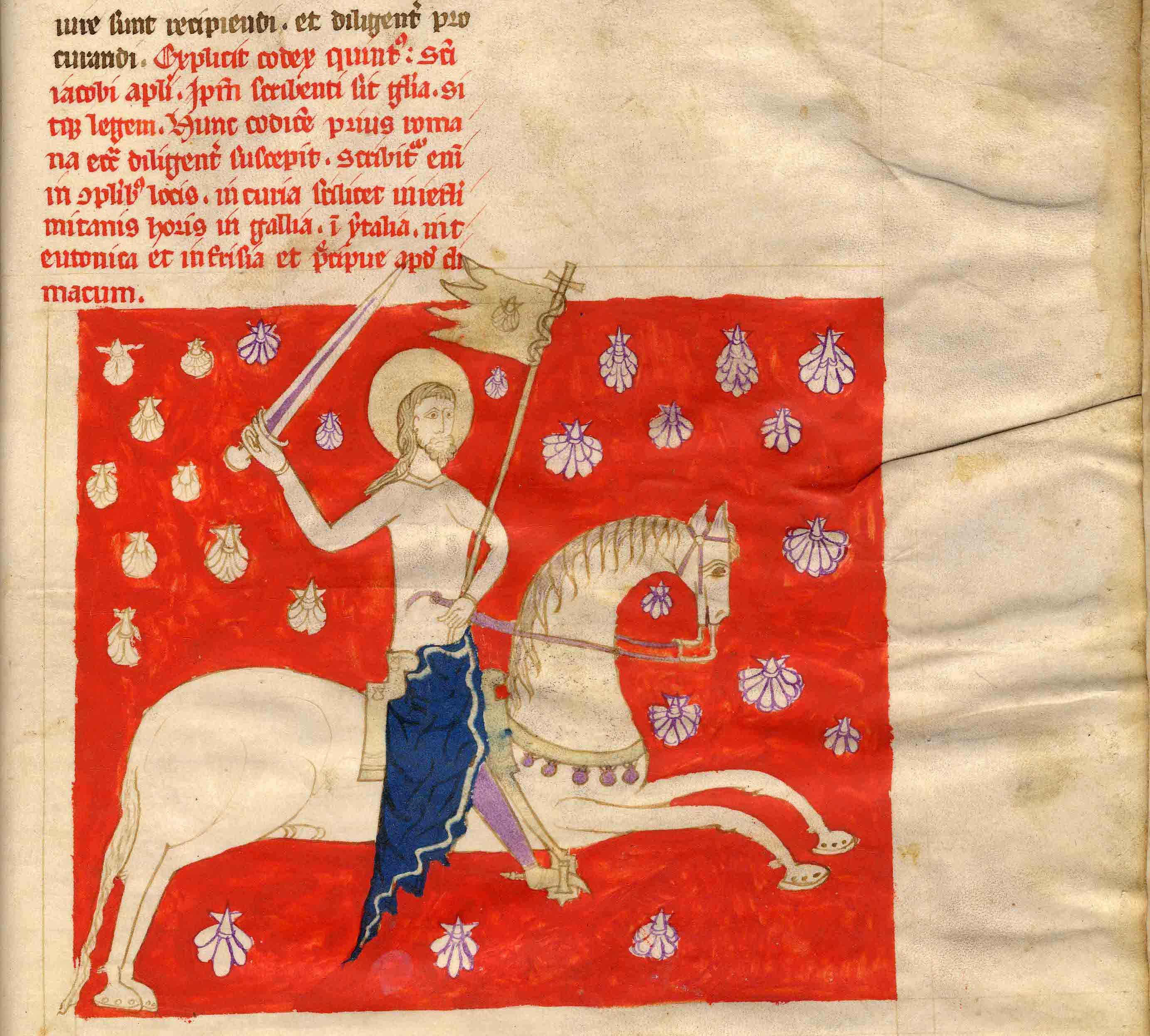
Le Codex Calixtinus est une des œuvres à l'exposition.

## Calendrier
- Mai 2016 à Saint-Jacques-de-Compostelle (ouverture).
- Octobre 2016 à La Corogne.
- Janvier 2017 à Vigo, où elle s’est terminée en avril.

## Description
Inspirée sur l'History of the World in 100 Objects du British Museum, le commissaire a été Manuel Gago Mariño et elle s'est bénéficiée de la collaboration d'Afundación et d'Abanca.
Le livre-catalogue, édité et présenté par Ramón Villares Paz et coordonné par Manuel Gago, comprend une photographie de chaque pièce et un article sur chacune d’elles, par plusieurs auteurs, parmi lesquels: Felipe Criado Boado, George Ayán, Ermelindo Portela Silva, Henrique Monteagudo, Alfredo Erias, Anselmo López Carreira, Pegerto Saavedra, Francisco Díaz-Fierros, Anxo Angueira, Olivia Rodríguez, Pilar Cagiao, Henrique Alvarellos, Comba Campoy, Miguel Anxo Seixas Seoane, Xavier Queipo, María Luisa Sobrino, Justo Beramendi, Lourenzo Fernández Prieto, Xosé Manoel Núñez Seixas, Ramón Máiz, Manuel Gago, Víctor Freixanes, Ramón Villares, Xosé Ramón Pousa, Emilio Pérez Touriño et María Xosé Porteiro.

## Pièces d'exposition
| Imaxe | Nº  | Obxecto                                                                            | Procedencia                                | Fiche                |  |
| ----- | --- | ---------------------------------------------------------------------------------- | ------------------------------------------ | -------------------- |  |
|       | 1   | Les outils lytiques de Porto Maior, As Neves                                       | Musée de Pontevedra                        | fiche (gl, es ou en) |  |
|       | 2   | Le collier de Chousa Nova, Silleda                                                 | Musée de Pontevedra                        | fiche (gl, es ou en) |  |
|       | 3   | Stèle anthropomorphique                                                            | Musée Archéologique de La Corogne          | fiche (gl, es ou en) |  |
|       | 4   | Le verre Campaniforme, de Vilavella                                                | Université de Saint-Jacques-de-Compostelle | fiche (gl, es ou en) |  |
|       | 5   | La machette de talon                                                               | Musée Archéologique de La Corogne          | fiche (gl, es ou en) |  |
|       | 6   | Moulin à main                                                                      | Musée Archéologique de La Corogne          | fiche (gl, es ou en) |  |
|       | 7   | Épée de type Isorna                                                                | Musée Archéologique de La Corogne          | fiche (gl, es ou en) |  |
|       | 8   | Poignard d’antenne                                                                 | Musée du Castro de Viladonga               | fiche (gl, es ou en) |  |
|       | 9   | Torque                                                                             | Musée Archéologique de La Corogne          | fiche (gl, es ou en) |  |
|       | 10  | Dupondius de caetra                                                                | Musée Provincial de Lugo                   | fiche (gl, es ou en) |  |
|       | 11  | Tabula hospitalis                                                                  | Musée archéologique d’Ourense              | fiche (gl, es ou en) |  |
|       | 12  | Luzerne                                                                            | Musée de Pontevedra                        | fiche (gl, es ou en) |  |
|       | 13  | Autel au dieu Berobreo, de Santo André do Hío                                      | Collection du Conseil Municipal de Cangas  | fiche (gl, es ou en) |  |
|       | 14  | Photo du Crismon de Quiroga (réplique)                                             | Musée diocésain de Lugo                    | fiche (gl, es ou en) |  |
|       | 15  | Photo d'une pièce du roi Requiario                                                 | Staatliche Museen zu Berlin                | fiche (gl, es ou en) |  |
|       | 16  | La pierre tombale fondamentale de San Pedro de Rocas                               | Musée archéologique d’Ourense              | fiche (gl, es ou en) |  |
|       | 17  | Le sarcophage de Martiño de Dumio                                                  | Musée de Diogo de Sousa                    | fiche (gl, es ou en) |  |
|       | 18  | Autel de San Paio                                                                  | San Paio de Antealtares                    | fiche (gl, es ou en) |  |
|       | 19  | Mapamundi du Beato                                                                 | La cathédrale de El Burgo de Osma          | fiche (gl, es ou en) |  |
|       | 20  | Joug                                                                               | Musée des Pèlerinages                      | fiche (gl, es ou en) |  |
|       | 21  | Échecs de Rosendo                                                                  | Musée de la cathédrale d’Ourense           | fiche (gl, es ou en) |  |
|       | 22  | Trésor de l’évêque Gonzalo                                                         | San Martiño de Mondoñedo                   | fiche (gl, es ou en) |  |
|       | 23  | Mgr Xelmírez dans la tombe de Toxos Outos                                          | Archivo Histórico Nacional                 | fiche (gl, es ou en) |  |
|       | 24  | Fac-símilé du Codex Calixtinus                                                     | Consello da Cultura Galega                 | fiche (gl, es ou en) |  |
|       | 25  | Forum du Bon bourg de Castro Caldelas                                              | Fondation Maison d’Alba                    | fiche (gl, es ou en) |  |
|       | 26  | La Vièrge qui ouvre d’Allariz                                                      | Musée de Santa Clara                       | fiche (gl, es ou en) |  |
|       | 27  | Saint-Jacques-le-Majeur parmi deux pèlerins en prière                              | Musée des Pèlerinages                      | fiche (gl, es ou en) |  |
|       | 28  | Bible Kennicott                                                                    |                                            | fiche (gl, es ou en) |  |
|       | 29  | Le Tombeau de Fernán Pérez de Andrade                                              | Église Saint-François, Betanzos            | fiche (gl, es ou en) |  |
|       | 30  | Chaîne "A Mariscala" de Pardo de Cela                                              |                                            | fiche (gl, es ou en) |  |
|       | 31  | Descripción del Reyno de Galizia (Description du royaume de Galice)                | Musée du peuple galicien                   | fiche (gl, es ou en) |  |
|       | 32  | Lettre de Beatriz da Serra au Comte de Gondomar                                    | Bibliothèque royale, Madrid                | fiche (gl, es ou en) |  |
|       | 33  | Boisseau                                                                           |                                            | fiche (gl, es ou en) |  |
|       | 34  | Mortier d’amandes                                                                  |                                            | fiche (gl, es ou en) |  |
|       | 35  | Photographies d'une peinture murale de 1606                                        | Notre-Dame des Vertus                      | fiche (gl, es ou en) |  |
|       | 36  | Automates par Domingo Martinez de Presa                                            |                                            | fiche (gl, es ou en) |  |
|       | 37  | Photographie de bouclier héraldique                                                | Collège de la Pureté. Ourense              | fiche (gl, es ou en) |  |
|       | 38  | Lutrin                                                                             |                                            | fiche (gl, es ou en) |  |
|       | 39  | Pot de Pharmacie                                                                   |                                            | fiche (gl, es ou en) |  |
|       | 40  | Aiguille nautique                                                                  |                                            | fiche (gl, es ou en) |  |
|       | 41  | Cloche                                                                             |                                            | fiche (gl, es ou en) |  |
|       | 42  | Petite epée                                                                        |                                            | fiche (gl, es ou en) |  |
|       | 43  | Costume équitable                                                                  |                                            | fiche (gl, es ou en) |  |
|       | 44  | Outils de tailleur de pierre et de stoner                                          |                                            | fiche (gl, es ou en) |  |
|       | 45  | Le filet de pêche                                                                  |                                            | fiche (gl, es ou en) |  |
|       | 46  | Récipient à vin                                                                    |                                            | fiche (gl, es ou en) |  |
|       | 47  | El Catón Compostelano (La Critique Sévère de Compostelle)                          |                                            | fiche (gl, es ou en) |  |
|       | 48  | Canons de l’armée Française                                                        |                                            | fiche (gl, es ou en) |  |
|       | 49  | Théodolite de Domingo Fontán                                                       | Université de Saint-Jacques-de-Compostelle | fiche (gl, es ou en) |  |
|       | 50  | Pressoir à vin grillé                                                              |                                            | fiche (gl, es ou en) |  |
|       | 51  | Horloge de la cathédrale de Saint-Jacques-de-Compostelle                           |                                            | fiche (gl, es ou en) |  |
|       | 52  | Cantares Gallegos (Chansons galiciennes) de Rosalia de Castro                      |                                            | fiche (gl, es ou en) |  |
|       | 53  | L’homme anatomique du Dr Auzoux                                                    |                                            | fiche (gl, es ou en) |  |
|       | 54  | Herbier du Père Mérinos                                                            |                                            | fiche (gl, es ou en) |  |
|       | 55  | Machine à écrire                                                                   | La collection privée                       | fiche (gl, es ou en) |  |
|       | 56  | Bouteille d'eau de Mondariz                                                        | La collection privée                       | fiche (gl, es ou en) |  |
|       | 57  | Cornemuse galicienne                                                               |                                            | fiche (gl, es ou en) |  |
|       | 58  | Disques d’ardoise                                                                  |                                            | fiche (gl, es ou en) |  |
|       | 59  | Valise d’immigrants                                                                | La collection privée                       | fiche (gl, es ou en) |  |
|       | 60  | Hymne galicien                                                                     |                                            | fiche (gl, es ou en) |  |
|       | 61  | Vida Gallega (La Vie Galicienne, publication)                                      | La collection privée                       | fiche (gl, es ou en) |  |
|       | 62  | Le projecteur de film de Barriga Verde                                             | La collection privée                       | fiche (gl, es ou en) |  |
|       | 63  | Séparateur minéral électromagnétique                                               |                                            | fiche (gl, es ou en) |  |
|       | 64  | Drapeau des Fraternités de la Parole (Irmandades da Fala)                          |                                            | fiche (gl, es ou en) |  |
|       | 65  | Solides cristallographiques de Haüy                                                | Université de Saint-Jacques-de-Compostelle | fiche (gl, es ou en) |  |
|       | 66  | Boîtes de conserve                                                                 | Musée de la mer de Galice                  | fiche (gl, es ou en) |  |
|       | 67  | Ulysses, de James Joyce                                                            | Fondation Otero Pedrayo                    | fiche (gl, es ou en) |  |
|       | 68  | Offre à San Ramon par Francisco Asorey                                             |                                            | fiche (gl, es ou en) |  |
|       | 69  | El Pueblo Gallego (journal)                                                        |                                            | fiche (gl, es ou en) |  |
|       | 70  | Photographie de réfracteur équatorial                                              | Université de Saint-Jacques-de-Compostelle | fiche (gl, es ou en) |  |
|       | 71  | Nos fêtes là-bas, de José Gil                                                      | Centre galicien des arts de l’image        | fiche (gl, es ou en) |  |
|       | 72  | Affiche du Statut de Galice de 1936, par Castelao                                  |                                            | fiche (gl, es ou en) |  |
|       | 73  | Baby-foot                                                                          |                                            | fiche (gl, es ou en) |  |
|       | 74  | Gégène du Padornelo                                                                | La collection privée                       | fiche (gl, es ou en) |  |
|       | 75  | La ligne d'autobus                                                                 |                                            | fiche (gl, es ou en) |  |
|       | 76  | Photographie de vélo Delio                                                         | La collection privée                       | fiche (gl, es ou en) |  |
|       | 77  | Drapeau du Conseil de Galice                                                       |                                            | fiche (gl, es ou en) |  |
|       | 78  | Sempre en Galiza de Castelao                                                       | La collection privée                       | fiche (gl, es ou en) |  |
|       | 79  | Mousqueton Mauser de Foucellas                                                     | Musée militaire régional de La Corogne     | fiche (gl, es ou en) |  |
|       | 80  | Table d'école                                                                      | Musée pédagogique de Galice                | fiche (gl, es ou en) |  |
|       | 81  | Pot de queimada                                                                    |                                            | fiche (gl, es ou en) |  |
|       | 82  | Une bouteille de lait                                                              | Musée du peuple galicien                   | fiche (gl, es ou en) |  |
|       | 83  | La machine à coudre Refrey                                                         | La collection privée                       | fiche (gl, es ou en) |  |
|       | 84  | Appareil photographique Yashica par Virxilio Viéitez                               | La collection privée                       | fiche (gl, es ou en) |  |
|       | 85  | L'Émigrant par Luís Seoane                                                         |                                            | fiche (gl, es ou en) |  |
|       | 86  | Affiche de l' Aveugle Zago par Isaac Díaz Pardo                                    | La collection privée                       | fiche (gl, es ou en) |  |
|       | 87  | TV d'un teleclub                                                                   |                                            | fiche (gl, es ou en) |  |
|       | 88  | Congélateur coffre                                                                 | La collection privée                       | fiche (gl, es ou en) |  |
|       | 89  | Vaisselle de mariage en céramique Sargadelos                                       |                                            | fiche (gl, es ou en) |  |
|       | 90  | Ordinateur IBM 1130                                                                | Université de Saint-Jacques-de-Compostelle | fiche (gl, es ou en) |  |
|       | 91  | Robe GOA, des années 1970                                                          | La collection privée                       | fiche (gl, es ou en) |  |
|       | 92  | Le tirelire d'épargne                                                              | La collection privée                       | fiche (gl, es ou en) |  |
|       | 93  | L'autoroute, un rasoir à notre terre par L. Soler                                  |                                            | fiche (gl, es ou en) |  |
|       | 94  | Le décapsuleur d’Estrella Galicia                                                  |                                            | fiche (gl, es ou en) |  |
|       | 95  | Affiche du Référendum du Statut de la Galice de 1980                               |                                            | fiche (gl, es ou en) |  |
|       | 96  | Affiche "Fálalle galego" (Parlez-lui galicien), de F. Mantecón e M. Janeiro        |                                            | fiche (gl, es ou en) |  |
|       | 97  | Pelegrín (Mascotte de l’Année Jacobéenne)                                          |                                            | fiche (gl, es ou en) |  |
|       | 98  | Grille du Baión                                                                    |                                            | fiche (gl, es ou en) |  |
|       | 99  | Affiche des festivités                                                             | La collection privée                       | fiche (gl, es ou en) |  |
|       | 100 | Xabarín (Protagoniste de l’émission de télévision pour enfants de la TV de Galice) |                                            | fiche (gl, es ou en) |  |